# El círculo oscuro
El círculo oscuro es una novela de Douglas Preston y Lincoln Child publicada en España por Plaza y Janes en el año 2008 y en inglés por Grand Central Publishing. Es el octavo libro de la serie de Pendergast. Estuvo cinco semanas en la lista de libros más vendidos del New York Times.

## Argumento
Aloysius Pendergast y su pupila, Constance Greene, están estudiando en el Tíbet en un monasterio budista mientras se recuperan de los traumáticos sucesos que se narran en el anterior libro de la saga, El libro de los muertos.
Pero entonces los monjes les piden su ayuda para recuperar un valioso y peligroso objeto que ha sido robado del monasterio.
 
Pendergast sigue la pista por China, Roma, y Londres donde halla el cadáver del ladrón. Parece que su asesino ha embarcado con el objeto robado en un transatlántico de lujo, El Britannia, cuya singladura termina en Nueva York.  
A bordo del crucero se producen más asesinatos, lo que desata el pánico entre los pasajeros y la  tripulación. Constance y Pendergast deberán investigar juntos para encontrar al culpable pero lo que no saben es que alguien tiene un plan para destruir todo el barco.